# سارة دورسون
سارة دورسون (مواليد 17 نوفمبر 1991) هي لاعبة كرة قدم ألمانية تلعب في مركز خط الوسط في نادي آينتراخت فرانكفورت.

## روابط خارجية
- سارة دورسون على موقع الاتحاد الدولي (مؤرشف)  (الإنجليزية)
- سارة دورسون على موقع الاتحاد الأوربي (الإنجليزية)
- سارة دورسون على موقع قاعدة بيانات كرة القدم.إي يو (الإنجليزية)
- سارة دورسون على موقع ليكيب (الفرنسية)
- سارة دورسون على موقع Soccerway.com (الإنجليزية)
- سارة دورسون على موقع عالم كرة القدم.نت (الإنجليزية)
- سارة دورسون على موقع اللجنة الأولمبية الدولية (الإنجليزية)